# فرانک تاناسی
فرانک تاناسی (انگلیسی: Franck Tanasi؛ زادهٔ ۲۲ دسامبر ۱۹۵۹) بازیکن فوتبال اهل فرانسه است.
از باشگاه‌هایی که در آن بازی کرده‌است می‌توان به باشگاه فوتبال پاریس و باشگاه فوتبال پاری سن ژرمن اشاره کرد.